# Diakhao
Diakhao (o Jaxaaw en serere) és una ciutat de l'oest del Senegal. Erigida en municipi l'any 2011, és part del departament de Fatick i de la regió de Fatick.

## Història
Diakhao va ser l'última capital del regne del Sine. Diversos llocs han estar classificats per ser monuments històrics. Es tracta de la Casa Reial, de la tomba del Maad a Sinig Coumba Ndoffène Famak Diouf (rei del Sine), de les tombes dels Guelwar (la dinastia de Sine i Saloum), de les tombes de les Linguères (mares o germanes del rei) i del baobab Kanger, lloc de libació els reis del Sine.
En 1867, a l'anomenada sorpresa de Mbin o Ngor (un atac sorpresa contra els sereres fet pel marabut musulmà que va precipitar la batalla de Fandane-Thiouthioune), Diakhao va ser cremada pels marabuts. Amb la finalitat de reconstituir la seva capital (Diakhao), Maad ha Sinig Coumba Ndoffène Famak Diouf va posar en marxa noves mesures fiscals a tot el Sine. Encara que Maad ha Sinig Coumba Ndoffène Famak va aconseguir elevar i recaptar els impostos en algunes regions, va fracassar a Joal, ocupada per l'administració francesa. Durant anys va intentar exercir la seva autoritat sobre Joal. L'agost de 1871, va anar a Joal per regular el problema i allí fou assassinat.

## Administració
Abans de ser un municipi, Diakhao era la capital de la comunitat rural de Diakhao.

## Geografia
Les localitats més pròximes són Sorokh, Gadoguene, Ndidor, Tela, Maronem, Ngekor, Ndofene, Ndofane, Ndielem Farha, Bacodiol, Sarar, Kao, Mbimor, Ndoffane Mourite, Famb, Marane i Sandook

## Població
Diakhao és part del país serere. Segons el PEPAM (Programa d'aigua potable i de sanejament del Mil·lenari), Diakhao tindria 3429 habitants i 388 edificis.